# さあ帰ろう、ペダルをこいで
『さあ帰ろう、ペダルをこいで』(原題: Светът е голям и спасение дебне отвсякъде、英語タイトル:The world is big and salvation lurks around the corner)は、2008年のブルガリア映画。

## ストーリー
1980年代、共産党政権下のブルガリアの田舎町に暮らす少年アレックスは、バックギャモンの名人である祖父バイ・ダンからそれを教わる。やがて両親はアレックスを連れてドイツへと亡命する。
25年後、アレックス一家はブルガリアへの帰郷の途中で事故に遭い、両親は死亡、病院のベッドで意識を取り戻したアレックスは記憶をなくしていた。そんな孫を心配して、バイ・ダンがブルガリアからドイツへやって来た。自分のことさえ覚えていない孫に、バイ・ダンは再びバックギャモンを教える。
バイ・ダンは快復したアレックスをタンデム自転車の後ろに乗せると、これでブルガリアに帰ると宣言、力強くペダルをこぎ出す。ヨーロッパ大陸を横断しながらバックギャモンに興じるうちに、アレックスは次第に自分自身を取り戻していくのだった。

## キャスト
| 役名                 | 俳優                   |
| -------------------- | ---------------------- |
| バイ・ダン           | ミキ・マノイロヴィッチ |
| アレックス（少年時） |                        |
| アレックス（成年時） | カルロ・リューベック   |
| ヴァスコ             | フリスト・ムタフチェフ |
| ヤナ                 | アナ・パパドプル       |
| マリア               | ドルカ・グリルシュ     |